# Hyboserica globuliformis
Hyboserica globuliformis är en skalbaggsart som beskrevs av Brenske 1901. Hyboserica globuliformis ingår i släktet Hyboserica och familjen Melolonthidae. Inga underarter finns listade i Catalogue of Life.